# Bressummer

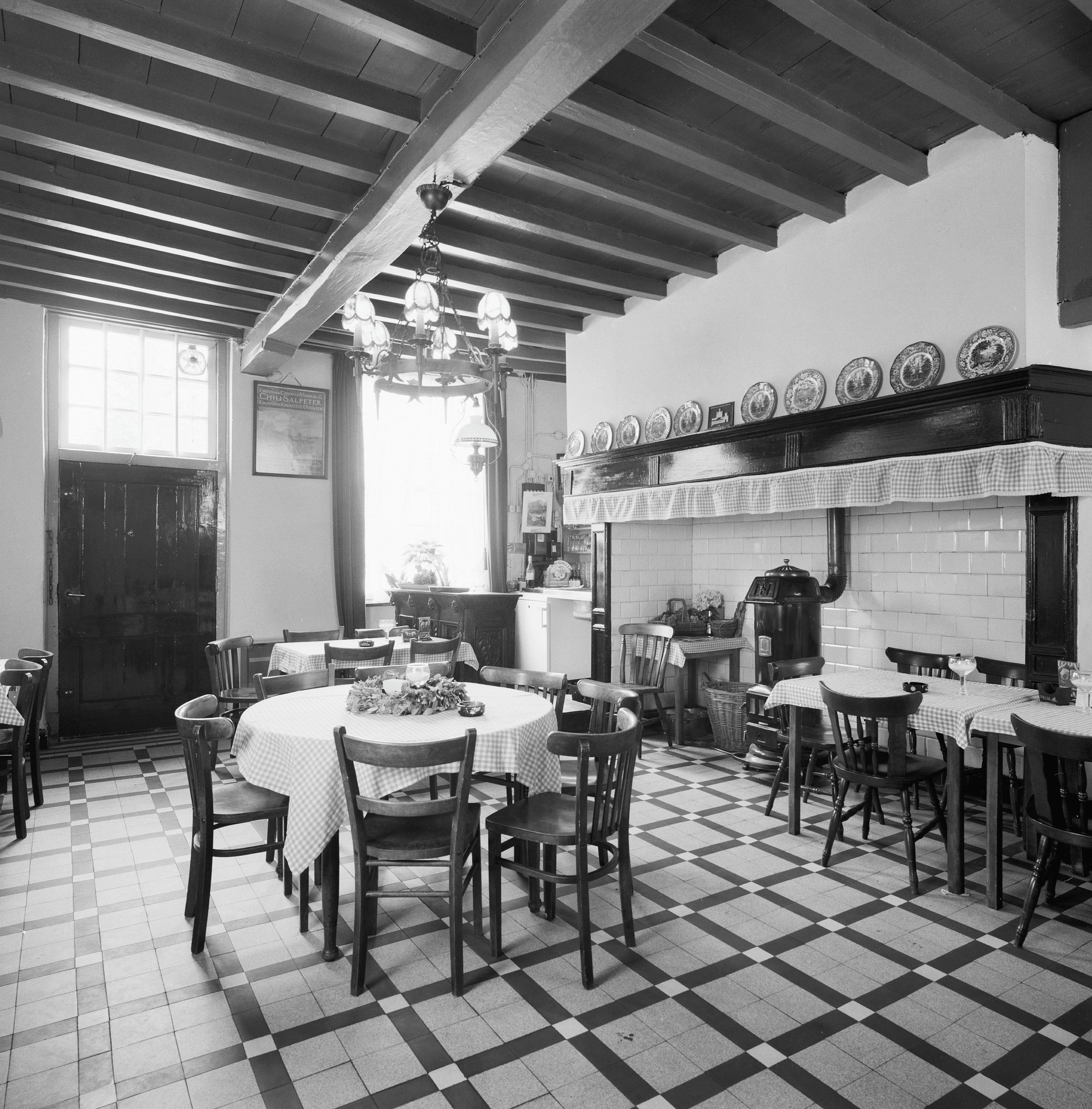
Un típico summer con esbeltas vigas en el techo de un café en los Países Bajos. Imagen: Agencia de Patrimonio Cultural de los Países Bajos.

Un bressummer, breastsummer, summer (somier, sommier, sommer, somer, cross-somer, summer, summier, summer-tree, o dorman, domant tree) es una viga de carga en un edificio con estructura de madera. 

## Etimología
La palabra summer deriva de sumter o sommier francés, "un caballo de carga", que significa "que soporta una gran carga o peso". "Para sostener un muro superpuesto", "cualquier bestia de carga", y de esta manera es similar a una carrera.

## Características
El uso y la definición de estos términos varían, pero generalmente un bressumer es un tipo de solera en un entramado colgado. En el entramado de madera, la viga interior que soporta las vigas del techo en castellano suele denominarse contracarrera o carrera, ver a continuación:
- (Reino Unido) En la parte exterior del edificio y los pisos intermedios (no en las buhardillas ni en las plantas bajas) en los que se enmarcan las vigas maestras. En las partes internas de un edificio, estas vigas se denominan "carreras o contracarrera". En el entramado colgado es la parte de la construcción del entramado de madera en el piso superior que sobresale.[3]
- (Reino Unido) "Viga horizontal sobre la abertura de una chimenea (alternativamente dintel, viga de la repisa de la chimenea), o hacia adelante desde la parte inferior de un edificio para sostener una pared con un entramado colgado, un voladizo bressummer ".[4]
- (Reino Unido) "... generalmente la solera de la pared superior sobre un voladizo; de lo contrario, cualquier viga que atraviese una abertura y sostenga una pared por encima".[5] también llamado "solera del entramado colgado".
- (Reino Unido) Breastsummer es una viga en una pared que transporta la carga sobre una gran abertura derivada de que el pecho está en el frente, el nivel medio y el summer : "Una viga de apoyo horizontal en un edificio; espec. La viga principal que sostiene las vigas o viguetas de un piso. . . " .[6]
- "una pieza principal de madera que sostiene un edificio, un arquitrabe entre dos pilares" [7]
- "Breast-Summer, un término arquitectónico para una viga empleada como un dintel para sostener el frente de un edificio, es una corrupción de bressumer. . . " [8]
- (EE. UU.) "carrera: una madera grande que abarca una habitación y que soporta vigas de piso más pequeñas en ambos lados".[9]
- (EE. UU.) "Viga summer. Viga horizontal principal pesada, anclada en muros de cimentación a dos aguas, que soporta las vigas de proa y el marco del granero en la parte superior ".[10]